# I Would Set Myself on Fire for You
Az I Would Set Myself on Fire for You amerikai experimental ("kísérletezős") screamo/post-hardcore együttes volt 2001-től 2007-ig. A zenekar Atlanta városában alakult. Az együttes különlegességének számított, hogy olyan hangszereket használtak, mint az akusztikus gitár, cselló, szaxofon vagy trombita, illetve három énekes szerepelt a zenekarban. Rövid pályafutásuk alatt két nagylemezt jelentettek meg. Feloszlásuk oka ismeretlen.

## Tagok
- Lindsey Leigh Harbour – "tiszta" és "kemény" ének, cselló, hegedű (2001–2007)
- Tyler Dale Walters – "tiszta" és "kemény" ének, gitár, szintetizátor (2001–2007)
- Stephen Mattew Newhouse – "tiszta" és "kemény" ének, gitár (2001-2007)
- Justin Karl Lane – basszusgitár (2001–2007)
- Paul Myron Hobson – dob (2001-2007)

## Diszkográfia
- I Would Set Myself on Fire for You (2003)
- Believes in Patterns (2006)